# Kanton Mulhouse-1
Der Kanton Mulhouse-1 ist seit 2015 ein französischer Wahlkreis im Arrondissement Mulhouse, im Département Haut-Rhin und in der Region Grand Est. Er umfasst Teile der Stadt Mülhausen (Mulhouse).

## Geschichte
Der Kanton wurde anlässlich der kantonalen Gebietsreform, die am 22. März 2015 in Kraft trat, neu gebildet.

## Gebietsbeschreibung
Das Gebiet des Kantons wird seit dem 22. März 2015 durch die folgende Grenzen bestimmt. Die Angaben erfolgen im Uhrzeigersinn und beginnen im Norden:
- Stadtgrenze, Rue Oscar Lesage, Rue de Pfastatt, Rue de Strasbourg, Quai de la Cloche, Avenue Aristide Briand, Boulevard du Président Roosevelt, Rue de l'Arsenal, Rue de la Loi, Rue de la Synagogue, Place de la Paix, Rue de la Sinne, Porte du Miroir, Quai d'Oran, Canal du Rhône au Rhin, Stadtgrenze